# Irene Tedrow
Irene Tedrow   (Denver, 3 d'agost de 1907 - Hollywood, 10 de març de 1995) fou una actriu estatunidenca.

## Biografia
Irene Tedrow va néixer a Denver, Colorado, el 3 agost 1907. Va ser una de les fundadores de l'Old Globe Theater de San Diego. Va començar com a intèrpret en teatre i en la ràdio. Va debutar en el cinema a principis dels anys quaranta i en televisió al final del mateix decenni.
Per a la pantalla petita va interpretar, entre d'altres, Mrs. Lucy Elkins (el seu paper més notori) en 26 episodis de la sèrie Dennis the Menace del 1959 al 1963, Miss Bellamy en dos episodis de la sèrie El pare de l'esposa del 1961 al 1962, Mrs. Healy en diversos episodis de la sèrie Peyton Place el 1966, Margaret Geddes en dos episodis de la sèrie Mary Tyler Moore Show del 1973 al 1977, Non Simpkins en dos episodis de la sèrie Adams of Eagle Lake el 1975, Mary Alice Kline en dos episodis de la sèrie Els carrers de San Francisco el 1976 (més altres dos episodis amb altres rols), Mrs. Foley en tres episodis de la sèrie Dorothy el 1979 i tia Martha Bronson en dos episodis de la sèrie Still the Beaver del 1987 al 1988. Dels anys cinquanta a final dels anys vuitanta va continuar col·leccionant nombroses presències en sèries de televisió com a estrella convidada o personatge menor, amb rols diversos en més d'un episodi, com els cinc episodis de Dragnet, tres episodis d'Alfred Hitchcock presents, tres episodis de Death Valley Days, cinc episodis de Bonanza i quatre episodis de Quincy.
Va participar, a més, sovint no acreditada, en diverses produccions cinematogràfiques per a les quals va interpretar personatges més o menys secundaris, com a Mrs. MacAndrew en La lluna i els seus soldats del 1942, Julia Rhodes en Predilecta de ningú del 1943, Mrs. Seeley en N. N. vigilada especial del 1951, Ptewaquin en Satank, la fletxa que mata del 1955 i Mrs. Rudd en Cincinnati Kid del 1965.
Va ser acreditada per darrera vegada a les pantalles de televisió en un episodi transmès el 21 abril 1988, titulat Open Heart Perjury de la sèrie Advocades a Los Angeles, en el qual interpreta el rol de Katherine Crutcher, mentre per a la pantalla gran el darrer rol va ser el de la propietària d'un apartament en la pel·lícula Tota una nit del 1981.
Era la mare de l'actriu Enid Kent. Va morir a North Hollywood el 10 març 1995 i va ser enterrada al Westwood Memorial Park de Los Angeles.

## Filmografia
Filmografia:

### Cinema
- 1942: Eagle Squadron, d'Arthur Lubin: Una dona
- 1942: The Moon and Sixpence, d'Albert Lewin: La Sra. McAndrew
- 1943: Nobody's Darling, d'Anthony Mann: Julia Rhodes
- 1961: A Thunder of drums, de Joseph Newman: Mrs. Scarborough
- 1965: El rei del joc (The Cincinnati Kid), de Norman Jewison: La Sra. Rudd
- 1975: Mandingo, de Richard Fleischer: La Sra. Redfield
- 1977: L'imperi de les formigues (Imperi of the Ants), de Bert I. Gordon: Velma Thompson

### Televisió
- 1960: The Twilight Zone (sèrie), temporada 2, episodi 8: The Lateness of the Hour: La Sra. Loren
- 1975: La Petita Casa en la prada (Little House on the Prairie) (sèrie), temporada 2, episodi 8: Promeses, part 2, (Remember me: part 2): Minerva Farnsworth

## Premis i nominacions

### Nominacions
- 1976: Primetime Emmy a la millor actriu secundària en sèrie dramàtica o còmica per Eleanor and Franklin
- 1978: Primetime Emmy a la millor actriu en sèrie dramàtica o còmica per James at 15